# Bodnár János (biokémikus)
Bodnár János (Nagyvárad, 1889. december 31. – Budapest, 1953. október 29.) orvos, biokémikus, a Magyar Tudományos Akadémia levelező tagja (1937).

## Életrajza
Kolozsváron, Bécsben és Berlinben végezte egyetemi tanulmányait; 1911-ben Kolozsváron tanári oklevelet nyert, majd 1912-ben a kolozsvári egyetemen lett tanársegéd. 1913-ban Magyaróváron segédvegyész és a Növényélet- és Kórtani Állomás biokémiai laboratóriumának vezetője, 1914-ben a budapesti Növényélet- és Kórtani Állomás segédvegyésze lett. 1916-ban biokémiából a kolozsvári egyetem magántanára. 1921-1923-ban a szegedi egyetem tanára. 1923-tól a debreceni tudományegyetemen az orvosi vegytan nyilvános rendes tanára és az Orvosi Vegytani Intézet vezetője volt. 
1924-ben állami megbízást kapott a Dohánykísérleti Állomás laboratóriumának vezetésére; 1928-ban a budapesti Növénykémiai Intézet igazgatója. 1950 elején vonult nyugállományba. 
1953. október 29-én 64 évesen Budapesten érte a halál.

## Munkássága
Főként analitikai kémiával, illetve biokémiai, orvosi, törvényszéki, víz- és ásványvíz-vizsgálati, gyógyszerészeti, növényvédelmi alkalmazásaival foglalkozott. 
E tárgykörökből hazai és külföldi szaklapokban számos tanulmánya jelent meg. Népszerűsítő írásai főként a növényvédelem kérdéseivel foglalkoztak.